# Lijst van afleveringen van Hannah Montana
Dit is de lijst van afleveringen van de televisieserie Hannah Montana.

## Seizoenenoverzicht
| Seizoen | Afleveringen | Uitgezonden in de Verenigde Staten | Uitgezonden in Nederland          | Uitgezonden in Vlaanderen         |
| ------- | ------------ | ---------------------------------- | --------------------------------- | --------------------------------- |
| 1       | 26           | 24 maart 2006 - 30 maart 2007      | 17 mei 2008 - 9 november 2008     | 2007-2008                         |
| 2       | 30           | 23 april 2007 - 12 oktober 2008    | 3 oktober 2009 - 1 oktober 2010   | 2008 - 2009                       |
| 3       | 30           | 2 november 2008 - 14 maart 2010    | 8 oktober 2010 - 31 december 2010 | 8 oktober 2010 - 31 december 2010 |
| 4       | 15           | 11 juli 2010 - 16 januari 2011     | 1 januari 2011 - 2 juni 2011      | 1 januari 2011 - 2 juni 2011      |

## Seizoen 1: 2006-2007
| №  | Titel                                                                     | Regisseur             | Schrijver                                              | Uitzenddatum VS   | Productiecode |
| -- | ------------------------------------------------------------------------- | --------------------- | ------------------------------------------------------ | ----------------- | ------------- |
| 1  | "Lilly, Do You Want to Know a Secret?"                                    | Lee Shallat Chemel    | Michael Poryes, Rich Correll, Barry O'Brien            | 24 maart 2006     | 101           |
| 2  | "Miley Get Your Gum"                                                      | David Kendall         | Michael Poryes                                         | 31 maart 2006     | 103           |
| 3  | "She's A Super Sneak"                                                     | David Kendall         | Kim Friese                                             | 7 april 2006      | 105           |
| 4  | "I Can't Make You Love Hannah if You Don't"                               | Roger S. Christansen  | Kim Friese                                             | 14 april 2006     | 108           |
| 5  | "It's My Party, And I'll Lie If I Want To"                                | Roger S. Christiansen | Douglas Lieblein                                       | 21 april 2006     | 102           |
| 6  | "Grandmas Don't Let Your Babies Grow Up To Play Favorites"                | Roger S. Christiansen | Douglas Lieblein                                       | 28 april 2006     | 109           |
| 7  | "It's A Mannequin's World"                                                | Roger S. Christiansen | Howard Meyers                                          | 12 mei 2006       | 110           |
| 8  | "Mascot Love"                                                             | Roger S. Christiansen | Sally Lapiduss                                         | 26 mei 2006       | 111           |
| 9  | "Ooh, Ooo, Itchy Woman"                                                   | David Kendall         | Steven Peterman, Gary Dontzig                          | 10 juni 2006      | 104           |
| 10 | "O Say, Can You Remember the Words?"                                      | Lee Shallat-Chemel    | Sally Lapiduss                                         | 30 juni 2006      | 113           |
| 11 | "Oops! I Meddled Again"                                                   | Chip Hurd             | Lisa Albert                                            | 15 juli 2006      | 107           |
| 12 | "On the Road Again" (Deel 3 van "That's So Suite Life of Hannah Montana") | Roger S. Christiansen | Steven James Meyer                                     | 28 juli 2006      | 112           |
| 13 | "You're So Vain, You Probably Think This Zit Is About You"                | Chip Hurd             | Todd J. Greenwald                                      | 12 augustus 2006  | 106           |
| 14 | "New Kid in School"                                                       | Kenneth Shapiro       | Todd J. Greenwald                                      | 18 augustus 2006  | 114           |
| 15 | "More Than a Zombie To Me"                                                | Roger S. Christiansen | Steven Peterman                                        | 8 september 2006  | 116           |
| 16 | "Good Golly, Miss Dolly"                                                  | Roger S. Christiansen | Sally Lapiduss                                         | 29 september 2006 | 118           |
| 17 | "Torn Between Two Hannahs"                                                | Roger S. Christiansen | Todd J. Greenwald, Christian McLaughlin, Valerie Ahern | 14 oktober 2006   | 126           |
| 18 | "People Who Use People"                                                   | Shannon Flynn         | Michael Poryes                                         | 3 november 2006   | 119           |
| 19 | "Money for Nothing, Guilt for Free"                                       | Roger S. Christiansen | Heather Wordham                                        | 26 november 2006  | 115           |
| 20 | "Debt It Be"                                                              | Roger S. Christiansen | Heather Wordham, Sally Lapiduss                        | 1 december 2006   | 120           |
| 21 | "My Boyfriend's Semih and There's Gonna be Trouble"                       | Roger S. Christiansen | Sally Lapiduss, Andrew Green                           | 1 januari 2007    | 124           |
| 22 | "We Are Family---Now Get Me Some Water!"                                  | Roger S. Christansen  | Andrew Green, Jay J. Demopoulos                        | 7 januari 2007    | 122           |
| 23 | "Schooly Bully"                                                           | Roger S. Christiansen | Heather Wordham, Douglas Lieblein                      | 19 januari 2007   | 125           |
| 24 | "The Idol Side of Me"                                                     | Fred Savage           | Douglas Lieblein                                       | 9 februari 2007   | 117           |
| 25 | "Smells Like Teen Sellout"                                                | Sheldon Epps          | Heather Wordham                                        | 2 maart 2007      | 123           |
| 26 | "Bad Moose Rising"                                                        | Roger S. Christiansen | Steven James Meyer, Douglas Lieblein                   | 30 maart 2007     | 121           |

## Seizoen 2: 2007-2008
| №       | Titel                                          | Regisseur             | Schrijver                                     | Uitzenddatum VS   | Productiecode |
| ------- | ---------------------------------------------- | --------------------- | --------------------------------------------- | ----------------- | ------------- |
| (27) 1  | "Me and Rico Down by the Schoolyard"           | Roger S. Christiansen | Heather Wordham                               | 23 april 2007     | 203           |
| (28) 2  | "Cuffs Will Keep Us Together"                  | Roger S. Christiansen | Steven Peterman                               | 24 april 2007     | 201           |
| (29) 3  | "You Are So Sue-able To Me"                    | Roger S. Christiansen | Sally Lapiduss                                | 25 april 2007     | 202           |
| (30) 4  | "Get Down, Study-udy-udy"                      | Roger S. Christiansen | Andrew Green                                  | 26 april 2007     | 204           |
| (31) 5  | "I Am Hannah, Hear Me Croak"                   | Roger S. Christiansen | Michael Poryes                                | 27 april 2007     | 206           |
| (32) 6  | "You Gotta Not Fight for Your Right to Party"  | Jody Margolin Hahn    | Steven James Meyer                            | 4 mei 2007        | 207           |
| (33) 7  | "My Best Friend's Boyfriend"                   | Roger S. Christiansen | Jay J. Demopoulos                             | 18 mei 2007       | 209           |
| (34) 8  | "Take This Job and Love It"                    | Roger S. Christiansen | Sally Lapiduss                                | 16 juni 2007      | 210           |
| (35) 9  | "Achy Jakey Heart, Deel 1"                     | Richard Correll       | Douglas Lieblein                              | 24 juni 2007      | 211           |
| (36) 10 | "Achy Jakey Heart, Deel 2"                     | Roger S. Christansen  | Andrew Green                                  | 24 juni 2007      | 212           |
| (37) 11 | "Sleepwalk This Way"                           | Roger S. Christansen  | Heather Wordham                               | 7 juli 2007       | 213           |
| (38) 12 | "When You Wish You Were The Star"              | Roger S. Christansen  | Douglas Lieblein                              | 14 juli 2007      | 205           |
| (39) 13 | "I Want You to Want Me...To Go to Florida"     | Roger S. Christiansen | Michael Poryes                                | 14 juli 2007      | 208           |
| (40) 14 | "Everybody Was Best-Friend Fighting"           | Jody Margolin Hahn    | Sally Lapiduss                                | 29 juli 2007      | 215           |
| (41) 15 | "Song Sung Bad"                                | Roger S. Christiansen | Ingrid Escajeda                               | 4 augustus 2007   | 214           |
| (42) 16 | "Me and Mr. Jonas and Mr. Jonas and Mr. Jonas" | Mark Cendrowski       | Douglas Lieblein                              | 17 augustus 2007  | 217           |
| (43) 17 | "Don't Stop Til You Get The Phone"             | Richard Correll       | Michael Poryes                                | 21 september 2007 | 222           |
| (44) 18 | "That's What Friends Are For?"                 | Mark Cendrowski       | Douglas Lieblein                              | 19 oktober 2007   | 224           |
| (45) 19 | "Lilly's Mom Has Got It Goin' On"              | Jody Margolin Hahn    | Norm Gunzenhauser                             | 10 november 2007  | 216           |
| (46) 20 | "I Will Always Loathe You"                     | Roger S. Christiansen | Michael Poryes                                | 7 december 2007   | 218           |
| (47) 21 | "Bye Bye Ball"                                 | Sean Lambert          | Heather Wordham                               | 13 januari 2008   | 220           |
| (48) 22 | "(We're So Sorry) Uncle Earl"                  | Richard Correll       | Robin J. Stein                                | 21 maart 2008     | 226           |
| (49) 23 | "The Way We Almost Weren't"                    | Richard Correll       | Andrew Green                                  | 4 mei 2008        | 219           |
| (50) 24 | "You Didn't Say It Was Your Birthday"          | Richard Correll       | Heather Wordham                               | 6 juli 2008       | 225           |
| (51) 25 | "Hannah In The Street With Diamonds"           | Roger S. Christiansen | Jay J. Demopoulos, Steven James Meyer         | 20 juli 2008      | 228           |
| (52) 26 | "Yet Another Side of Me"                       | Shannon Flynn         | Andrew Green, Heather Wordham, Sally Lapiduss | 3 augustus 2008   | 229           |
| (53) 27 | "The Test of My Love"                          | Richard Correll       | Jay J. Demopoulos                             | 31 augustus 2008  | 221           |
| (54) 28 | "Joannie B. Goode"                             | Rondell Sheridan      | Andrew Green                                  | 14 september 2008 | 227           |
| (55) 29 | "We're All on This Date Together"              | Roger S. Christiansen | Steven Peterman                               | 12 oktober 2008   | 230           |
| (--) 30 | "No Sugar, Sugar"                              | Art Manke             | Sally Lapiduss                                | Nooit uitgezonden | 223           |

## Seizoen 3: 2008-2009(-2010)
Seizoen 3 werd opgenomen van september 2008 tot juni 2009. Op 8 oktober zal het derde seizoen op Disney Channel (Nederland/Vlaanderen) verschijnen en tegelijkertijd zullen er dubbele afleveringen worden vertoond.
| №       | Titel                                       | Regisseur             | Schrijver                               | Uitzenddatum VS   | Uitzenddatum NL/BE | Productiecode |
| ------- | ------------------------------------------- | --------------------- | --------------------------------------- | ----------------- | ------------------ | ------------- |
| (56) 1  | "He Ain't a Hottie, He's My Brother"        | Rich Correll          | Steven James Meyer                      | 2 november 2008   | 8 oktober 2010     | 302           |
| (57) 2  | "Ready, Set, Don't Drive"                   | Rich Correll          | Jay J. Demopoulos                       | 9 november 2008   | 8 oktober 2010     | 301           |
| (58) 3  | "Don't Go Breaking My Tooth"                | Rich Correll          | Michael Poryes                          | 16 november 2008  | 15 oktober 2010    | 303           |
| (59) 4  | "You Never Give Me My Money"                | Roger S. Christiansen | Andrew Green                            | 23 november 2008  | 15 oktober 2010    | 305           |
| (60) 5  | "Killing Me Softly With His Height"         | Rich Correll          | Steven Peterman                         | 14 december 2008  | 24 december 2010   | 306           |
| (61) 6  | "Would I Lie to You, Lilly?"                | Shelley Jensen        | Michael Poryes                          | 11 januari 2009   | 22 oktober 2010    | 308           |
| (62) 7  | "You Gotta Lose That Job"                   | Steve Zuckerman       | Heather Wordham                         | 16 februari 2009  | 22 oktober 2010    | 307           |
| (63) 8  | "Welcome to the Bungle"                     | Shelley Jensen        | Steven Peterman                         | 1 maart 2009      | 29 oktober 2010    | 309           |
| (64) 9  | "Papa's Got a Brand New Friend"             | Shelley Jensen        | Maria Brown-Gallenberg                  | 8 maart 2009      | 29 oktober 2010    | 310           |
| (65) 10 | "Cheat It"                                  | Shannon Flynn         | Jay J. Demopoulos, Steven James Meyer   | 15 maart 2009     | 1 november 2010    | 311           |
| (66) 11 | "Knock Knock Knockin' on Jackson's Head"    | Rich Correll          | Andrew Green                            | 22 maart 2009     | 2 november 2010    | 312           |
| (67) 12 | "You Give Lunch a Bad Name"                 | Rich Correll          | Heather Wordham                         | 29 maart 2009     | 3 november 2010    | 314           |
| (68) 13 | "What I Don't Like About You"               | Rich Correll          | Douglas Lieblein                        | 19 april 2009     | 4 november 2010    | 315           |
| (69) 14 | "Promma Mia"                                | Rich Correll          | Heather Wordham                         | 3 mei 2009        | 5 november 2010    | 320           |
| (70) 15 | "Once, Twice, Three Times Afraidy"          | Shannon Flynn         | Jay J. Demopoulos, Steven James Meyer   | 17 mei 2009       | 5 november 2010    | 317           |
| (71) 16 | "Jake... Another Little Piece of My Heart"  | Roger S. Christiansen | Douglas Lieblein                        | 7 juni 2009       | 12 november 2010   | 304           |
| (72) 17 | "Miley Hurt the Feelings of the Radio Star" | Rich Correll          | Maria Brown-Gallenberg                  | 14 juni 2009      | 26 november 2010   | 313           |
| (73) 18 | "He Could be the One"                       | Rich Correll          | Maria Brown-Gallenberg, Heather Wordham | 5 Juli 2009       | 19 november 2010   | 326/327       |
| (74) 19 | "Super(stitious) Girl""                     | Rich Correll          | Michael Poryes, Steven Peterman         | 17 juli 2009      | 3 december 2010    | 316           |
| (75) 20 | "I Honestly Love You (No, Not You)"         | Shannon Flynn         | Andrew Green                            | 26 juli 2009      | 12 november 2010   | 318           |
| (76) 21 | "For (Give) a Little Bit"                   | Rich Correll          | Maria Brown-Gallenberg                  | 9 augustus 2009   | 26 november 2010   | 319           |
| (77) 22 | "B-B-B-Bad to the Chrome"                   | Shannon Flynn         | Jay J. Demopoulos, Steven James Meyer   | 23 augustus 2009  | 3 december 2010    | 322           |
| (78) 23 | "Uptight (Oliver's Alright)"                | Art Manke             | Sally Lapiduss                          | 20 september 2009 | 30 mei 2010        | 223           |
| (79) 24 | "Judge Me Tender"                           | Bob Koherr            | Andrew Green                            | 18 oktober 2009   | 10 december 2010   | 323           |
| (80) 25 | "Can't Get Home to You Girl"                | Bob Koherr            | Tom Seeley                              | 8 november 2009   | 10 december 2010   | 324           |
| (81) 26 | "Come Fail Away"                            | Rich Correll          | Douglas Lieblein                        | 6 december 2009   | 17 december 2010   | 325           |
| (82) 27 | "Got to Get Her Out of My House"            | Rich Correll          | Douglas Lieblein                        | 10 januari 2010   | 24 december 2010   | 321           |
| (83) 28 | "The Wheel Near My Bed (Keeps on Turnin')"  | Bob Koherr            | Jay J. Demopoulos, Steven James Meyer   | 21 februari 2010  | 17 december 2010   | 328           |
| (84) 29 | "Miley Says Goodbye? Part 1"                | Rich Correll          | Michael Poryes, Steven Peterman         | 7 maart 2010      | 31 december 2010   | 329           |
| (85) 30 | "Miley Says Goodbye? Part 2"                | Rich Correll          | Michael Poryes, Steven Peterman         | 14 maart 2010     | 31 december 2010   | 330           |

## Seizoen 4: 2010-2011:Hannah Montana: Forever
Hannah Montana Forever werd opgenomen van 17 januari 2010 tot 14 mei 2010. Er zijn dertien afleveringen opgenomen met een seizoensfinale van één uur. Vanaf 11 juli 2010 tot 16 januari 2011 werd dit seizoen uitgezonden in de US. In Nederland/Vlaanderen is dit seizoen vanaf 1 januari 2011 te zien. Vanaf 11 januari komt elke dinsdag één aflevering op televisie, 27 februari 2011 werd de special Ill Always Remember You uitgezonden. De resterende afleveringen volgen begin mei, elke dinsdag.
- Miley Cyrus, speelt in alle afleveringen.
- Emily Osment, Jason Earles en Billy Ray Cyrus zijn afwezig voor één aflevering
- Moises Arias is afwezig voor drie afleveringen.
- Mitchel Musso is geen volwaardig personage meer, duikt slechts in twee afleveringen op.
- Tammin Sursok is zeven afleveringen te zien.
- Cody Linley is in één aflevering te zien.
- Dolly Parton en Vicki Lawrence keren één aflevering terug.
- Drew Roy keert voor drie afleveringen terug.
- Anna Maria Perez de Tagle en Shanica Knowles keren terug voor de seizoensfinale.

| №       | Titel                                      | Regisseur                                  | Schrijver                           | Uitzenddatum VS   | Uitzenddatum NL/BE                        | Productiecode |
| ------- | ------------------------------------------ | ------------------------------------------ | ----------------------------------- | ----------------- | ----------------------------------------- | ------------- |
| (86) 1  | "Sweet home Hannah Montana"                | Bob Koherr                                 | Michael Poryes & Steven Peterman    | 11 juli 2010      | 1 januari 2011                            | 402           |
| (87) 2  | "Hannah Montana to the Principal's Office" | Bob Koherr                                 | Steven James Meyer                  | 18 juli 2010      | 1 januari 2011                            | 401           |
| (88) 3  | "California Screamin!"                     | Bob Koherr                                 | Jay J. Demopoulos                   | 25 juli 2010      | 11 januari 2011                           | 403           |
| (89) 4  | "De-Do-De-Don't Tell My Secret"            | Adam Weissman                              | Andrew Green                        | 1 augustus 2010   | 18 januari 2011                           | 404           |
| (90) 5  | "It's the End of the Jake As We Know It"   | Shannon Flynn                              | Maria Brown-Gallenberg              | 8 augustus 2010   | 25 januari 2011                           | 405           |
| (91) 6  | "Been Here All Along"                      | Adam Weissman                              | Douglas Lieblein                    | 22 augustus 2010  | 8 februari 2011                           | 407           |
| (92) 7  | "Love that Lets Go"                        | Adam Weissman                              | Heather Wordham                     | 12 september 2010 | 15 februari 2011                          | 406           |
| (93) 8  | "Hannah's Gonna Get This"                  | Bob Koherr                                 | Steven James Meyer                  | 3 oktober 2010    | 1 februari 2011                           | 408           |
| (94) 9  | "I'll always remember you"                 | Bob Koherr (deel 1) Shannon Flynn (deel 2) | Andrew Green Maria Brown-Gallenberg | 7 november 2010   | 27 februari 2011                          | 409-410       |
| (95) 10 | "Can you see the real me?"                 | John D'Incecco                             | Douglas Lieblein                    | 5 december 2010   | 5 mei 2011                                | 411           |
| (96) 11 | "Kiss it all goodbye"                      | Shannon Flynn                              | Jay J. Demopoulos Edward C.Evans    | 19 december 2010  | 12 mei 2011                               | 412           |
| (97) 12 | "I Am Mamaw, Hear Me Roar!"                | Bob Koherr                                 | Heather Wordham                     | 9 januari 2011    | 19 mei 2011                               | 413           |
| (98) 13 | "Wherever I Go"                            | Bob Koherr                                 | Michael Poryes Steven Peterman      | 16 januari 2011   | 26 mei 2011 (deel 1) 2 juni 2011 (deel 2) | 414-415       |